# كاي (مغنية كندية)
كاي هي مغنية كندية، ولدت في 31 يوليو 1988 في سيدني ‏ في كندا.

## وصلات خارجية
- الموقع الرسمي
- كاي (مغنية كندية) على موقع ميوزك برينز (الإنجليزية)
- كاي (مغنية كندية) على موقع ديسكوغز (الإنجليزية)